# Ladislav Mišta
Ladislav Mišta (Olomouc, 31 ottobre 1943 – 29 giugno 2010) è stato uno scacchista ceco (cecoslovacco fino al 1990).
Ottenne il titolo di Maestro Internazionale nel 1971.

## Principali risultati
Nel 1959 ha condiviso il 2º posto nel campionato cecoslovacco U16, nel 1966 è stato 3º nel campionato cecoslovacco dell'esercito. Nel 1968 ha rappresentato la Cecoslovacchia nel campionato mondiale per studenti universitari a Ybbs.
Nel gennaio del 1969 vinse l'11º torneo di Capodanno di Reggio Emilia (1968/69), superando per spareggio tecnico i pari classificati Victor Ciocaltea, Ivan Radulov ed Enrico Paoli.
Ha vinto tornei internazionali a Olomouc nel 1967, 1970 e 1979, a Zamardi nel 1980; ha condiviso il 1º posto a Mosca nel 1973 e ad Ostrava nel 1980.